# 博和託
博和託（转写：Bohoto；1610年—1648年），滿洲愛新覺羅氏。清太祖努爾哈赤之孫，努爾哈赤第七子饒餘敏郡王阿巴泰次子。
博和託最初被為封輔國公。崇德元年（1636年），跟從大軍征討朝鮮，圍攻南漢山城，其後，偕同尼堪擊走援軍，斬殪甚眾。崇德三年（1638年），博和託跟隨大軍伐明，自董家口侵略明都西南六府，進入山西邊境。後來移師攻克濟南。回歸時，朝廷賞賜銀二千。崇德七年（1642年），跟從阿巴泰再次侵略明朝，自黃崖口攻入。回歸時，朝廷賞賜銀三千。順治元年（1644年），跟從大軍入關，大破李自成軍隊，進爵為固山貝子。順治三年（1646年），跟從多鐸擊敗喀爾喀蘇尼特部騰機思、騰機特等。順治五年（1648年）九月逝世，朝廷賜予諡號「溫良」。
溫良貝子博和託有子六人，有爵位者包括長子懷愍輔國公翁古、次子懷儀輔國公錦柱、第三子介潔貝子佛克齊庫及第四子貝子彰泰。其固山貝子爵位由彰泰承襲。